# Drilaster rollei
Drilaster rollei is een keversoort uit de familie glimwormen (Lampyridae). De wetenschappelijke naam van de soort is voor het eerst geldig gepubliceerd in 1911 door Pic.